# Sporormia notarisii
Sporormia notarisii är en svampart som beskrevs av Carestia 1859. Sporormia notarisii ingår i släktet Sporormia och familjen Sporormiaceae.   Inga underarter finns listade i Catalogue of Life.